# Luis Carrillo
Luis Martín Carrillo (Almería, 15 de mayo de 1935-Madrid, 12 de septiembre de 2019) fue un actor y locutor español.

## Biografía
Desde muy joven, en su Almería natal, siente inclinaciones por el mundo de la interpretación; y es ahí donde comienza haciendo teatro y radio -como locutor y actor de seriales-. Pero el gran paso lo da en Madrid, donde se traslada a mediados de los años 50 para incorporarse al cuadro de actores de Radio Nacional -donde coincidiría, por ejemplo con un incipiente Luis del Olmo-. Aun así, no deja su faceta de actor e interviene en "Estudios Uno". En el cuadro de actores, había también actores de doblaje -como José María del Río- que le recomendaban que probara en doblaje, pero no fue hasta que hizo la narración para una serie de televisión -protagonizada por Jesús Puente- hasta que se le propondría seriamente que hiciera doblaje; fue debido a que le preguntaron a Jesús Puente por el chico que había hecho de narrador, a lo que él respondió que lo hacía bien; entonces, Hipólito de Diego (según el mismo Carrillo, se lo debía todo a Hipólito) -director artístico de "Sincronía"-, le pidió a Carrillo que se presentara al estudio. Así lo hizo: Se presentó y fue contratado inmediatamente. Desde entonces, desde principios de los 50 hasta su fallecimiento, desarrolló una prolífica carrera como actor y director de doblaje. También fue director artístico de los estudios de doblaje "Cinearte" y "Arcofón", donde trabajó como contratado.
Caracterizado por una voz muy personal y unas cotas interpretativas altísimas, realizó grandes trabajos y dobló a multitud de estrellas de la pantalla. Desde galanes, pasando por cualquier cómico o personaje "tipo" que hubiera, pues siempre tuvo una gran facilidad para adaptarse a cualquier personaje. Entre sus grandes trabajos, podría destacarse: Michael Caine en "El hombre que pudo reinar", los redoblajes a Spencer Tracy, los redoblajes a Chico Marx, Peter O'Toole en "El león en invierno (película)", Jack Lemmon en "El síndrome de China", Peter Sellers en "Un cadáver a los postres", Steve McQueen en "El coloso en llamas", Laurence Olivier en "Ricardo III (película)", Gregory Peck en "Las nieves del Kilimanjaro (película de 1952)", Tom Berenger en "Reencuentro (película)", y un largo etcétera. Tenía un especial cariño por Michael Caine y Spencer Tracy; le dio mucha ilusión doblar a Laurence Olivier en "Ricardo III (película)" (donde también dirigió el doblaje). En televisión, podría destacarse el haber doblado a Peter Falk en "Columbo" (algunos capítulos), y le agradó mucho doblarlo.
Tras más de 50 años doblando, prestó voz a infinidad de actores distintos: Jean-Paul Belmondo, Michael Caine, Donald Sutherland, Peter Sellers, Chico Marx, Jack Lemmon, Steve McQueen, Cary Grant, Peter Falk, Christopher Plummer, George Segal (actor), Gregory Peck, Jack Nicholson, Walter Matthau, Warren Beatty, Tom Berenger, Peter O'Toole, Laurence Olivier, Spencer Tracy, Peter Boyle, Charles Bronson, François Truffaut... Pese a todos los actores que llegó a doblar, consideraba que el doblaje debía ser anónimo, ya que el actor que está en la pantalla es el más importante. Realizó más de 1.500 papeles.
También apareció como actor en películas como "Truhanes (película)" y/o "El crack II", de José Luis Garci. Y en televisión, en "Turno de oficio (serie de televisión)".
Estuvo casado con la también actriz de doblaje, María Dolores Díaz. Tiene tres hijos: Mireia (escritora, historiadora y conferenciante conocida como Mireia Long. Su hijo -Luis Manuel Martín- también es actor y director de doblaje, y su hija -Gádor Martín- es actriz.
Falleció el 12 de septiembre de 2019 a la edad de 84 años. Su último papel importante, fue doblando a Michael Caine en "Rey de ladrones".

- Datos: Q84604043